# Agelaia electra
Agelaia electra (лат.) — ископаемый вид ос из подсемейства Polistinae семейства Vespidae. Обнаружены в миоценовых доминиканских янтарях Центральной Америки. Доминиканская Республика.
Длина переднего крыла от 8,4 до 9,7 мм. Основная окраска коричневато-жёлтая. Вместе с другими ископаемыми видами ос, такими как Palaeopolistes jattioti, Polistes industrius, Polistes signatus, Polistes kirbyanus, Polybia anglica, Polybia oblita, Polistes vergnei, Polistes attavinus являются древнейшими бумажными осами подсемейства полистины. Вид был впервые описан в 1997 году американскими палеоэнтомологами Джеймсом Карпентером (Carpenter J. M.) и Дэвидом Гримальди (Grimaldi D. A.).